# Hviča Kvarachelija
Hviča Kvarachelija (gruzijski: კვარაცხელია; Tbilisi, 12. veljače 2001.) gruzijski je nogometaš koji igra na poziciji lijevog krila. Trenutačno igra za Paris Saint-Germain.

## Klupska karijera

### Dinamo Tbilisi
Kvarachelija je kao junior igrao za Dinamo Tbilisi. Svoj seniorski debi ostvario je 29. rujna 2017. kada je Dinamo Tbilisi igrao 1:1 s klubom Kolheti-1913 Poti u ligi. Za seniorsku momčad Dinama odigrao je sveukupno pet utakmica. Jedini gol za klub postigao je 19. studenog 2017. kada je u ligi klub Šukura Kobuleti izgubio 0:1.

### Rustavi
Kvarachelija je u ožujku 2018. napustio Dinamo Tbilisi zbog spora oko ugovora te je besplatno prešao u Rustavi. Za Rustavi je postigao 3 gola u 18 ligaških utakmica.

### Lokomotiv Moskva (posudba)
Rustavi je 15. veljače 2019. posudio Kvaracheliju moskovskom Lokomotivu. Za novi klub debitirao je 10. ožujka u utakmici ruske Premijer lige protiv Anžija koji je izgubio 0:2. Tada je zamijenio Jeffersona Farfána u 86. minuti susreta.

### Rubin Kazanj
Dana 6. srpnja 2019. potpisao je petogodišnji ugovor s kazanjskim Rubinom. Za Rubin Kazanj debitirao je i postigao svoj prvi gol devet dana kasnije u utakmici ruske Premijer lige protiv Lokomotiva s kojim je Rubin Kazanj igrao 1:1.

### Dinamo Batumi
Dana 7. ožujka 2022. FIFA je objavila da zbog ruske invazije na Ukrajinu, strani igrači u Rusiji mogu jednostrano suspendirati svoje ugovore do 30. lipnja te da im je dopušteno potpisati ugovore s klubovima izvan Rusije do istog datuma. Dana 24. ožujka 2022. Rubin Kazanj je objavio da je Kvarachelijin ugovor suspendiran. Istog dana pridružio se gruzijskom klubu Dinamo Batumi.
Kvarachelija je za Dinamo Batumi odigrao 11 ligaških utakmica u kojima je postigao 8 golova i 2 asistencije. Imenovan je najboljim igračem drugog dijela sezone koji je obuhvaćao razdoblje od travnja do srpnja.

### Napoli
Dana 1. srpnja 2022. Kvarachelija je prešao u Napoli za iznos od 10 do 12 milijuna eura. Za Napoli je debitirao 15. kolovoza u utakmici prvog kola Serie A protiv kluba Hellas Verona koji je poražen 2:5. Tada je postigao gol i asistenciju.  U idućem kolu zabio je dva gola u utakmici s Monzom koja je završila 4:0. Bio je najbolji strijelac lige nakon drugog kola te prvi igrač u klupskoj povijesti koji je postigao tri gola u prve dvije ligaške utakmice. Imenovan je igračem mjeseca Serie A za kolovoz 2022.
Svoj prvi gol u UEFA Ligi prvaka postigao je 4. listopada protiv Ajaxa koji je izgubio 1:6. Tada je također upisao jednu asistenciju. Idući tjedan ponovno je upisao gol i asistenciju protiv Ajaxa kojeg je Napoli ovaj put dobio 4:2. U veljači 2023. Kvarachelija je u ligi postigao tri gola i jednu asistenciju te je postao prvi igrač u povijesti koji je dvaput u istoj sezoni osvojio nagradu za igrača mjeseca koja se dodjeljuje od sezone 2019./20. U idućem mjesecu, ožujku, ponovno je osvojio nagradu za igrača mjeseca Serie A. Za gol protiv Atalante koja je 11. ožujka poražena 2:0, Kvarachelija je dobio nagradu za gol mjeseca. Taj gol je na kraju sezone proglašen golom sezone.
Napoli je 4. svibnja igrao 1:1 s Udineseom te je prvi put nakon 33 godine postao prvak Italije. Kvarachelija je te sezone u ligi postigao 12 golova i rekordnih 10 asistencija. Osvojio je nagradu za igrača sezone Serie A, kao i nagradu za najboljeg mladog igrača sezone UEFA Lige prvaka.
Kvarachelija je 10. listopada 2024. četvrti put u karijeri osvojio nagradu za igrača mjeseca Serie A. Time je izjednačio rekord Rominog igrača Paula Dybale.

### Paris Saint-Germain
Kvarachelija je 17. siječnja 2025. prešao u Paris Saint-Germain s kojim je potpisao ugovor do 2029. Time je postao prvi Gruzijac u povijesti kluba. Prešao je u Paris Saint-Germain za navodni iznos od 80 milijuna eura (70 milijuna eura uz 10 milijuna eura u bonusima).
Debitirao je i pritom asistirao Ousmaneu Dembéléu 26. siječnja u utakmici protiv Reimsa s kojim je Paris Saint-Germain igrao 1:1. Klupski prvijenac ostvario je 7. veljače protiv Monaca koji je poražen 4:1. Prvi klupski pogodak u UEFA Ligi prvaka postigao je 19. veljače protiv Bresta kojeg je Paris Saint-Germain  dobio s visokih 7:0. Paris Saint-Germain je minimalnom pobjedom od 1:0 nad Angersom 5. travnja osvojio svoj 13. naslov prvaka Francuske, a Kvarachelija je postao prvi Gruzijac u povijesti koji je osvojio francusko prvenstvo.

## Reprezentativna karijera
Za Gruziju je debitirao 7. lipnja 2019. u kvalifikacijskoj utakmici za Europsko prvenstvo 2020. u kojoj je Gibraltar poražen 3:0. Svoj prvi pogodak za reprezentaciju postigao je 14. listopada 2020. u utakmici UEFA Lige nacija 2020./21. u kojoj je Gruzija igrala 1:1 sa Sjevernom Makedonijom. Kvarachelija je 11. studenoga 2021. postigao jedina dva gola na utakmici protiv Švedske u kvalifikacijama za Svjetsko prvenstvo 2022. Bio je dio gruzijske momčadi na Europskom prvenstvu 2024. Bio je strijelac te je imenovan igračem utakmice zadnje utakmice grupne faze odigrane protiv Portugala koji je poražen 2:0. Gruzija je u osmini finala izgubila 4:1 od Španjolske.

## Priznanja

### Individualna
- Najbolji mladi igrač ruske Premijer lige: 2019./20., 2020./21.[44]
- Najbolje lijevo krilo ruske Premijer lige: 2020./21.[45]
- Gruzijski nogometaš godine: 2020.,[46] 2021.,[47] 2022.,[48] 2023.[49]
- Mladi igrač sezone UEFA Lige prvaka: 2022./23.[50]
- Igrač mjeseca Serie A: kolovoz 2022.,[51] veljača 2023.,[20] ožujak 2023.,[52] rujan 2024.[53]
- Gol mjeseca Serie A: ožujak 2023.,[54] svibanj 2024.[55]
- Igrač sezone Serie A: 2022./23.[56]
- Član momčadi sezone Serie A: 2022./23.[57]
- Najbolji asistent sezone Serie A: 2022./23.[58]
- Gol sezone Serie A: 2022./23.[23]

### Klupska
Lokomotiv Moskva
- Ruski nogometni kup: 2018./19.[59]

Napoli
- Serie A: 2022./23.[60]

Paris Saint-Germain
- Ligue 1: 2024./25.[61]

## Vanjske poveznice
- Profil, S.S.C. Napoli
- Profil, UEFA
- Profil  Arhivirana inačica izvorne stranice od 19. listopada 2020. (Wayback Machine), FK Rubin Kazanj
- Profil, Transfermarkt